# نيكولاس هورسلي
نيكولاس هورسلي (بالإنجليزية: Nicholas Horsley)‏ هو شخصية أعمال بريطاني، ولد في 21 أبريل 1934، وتوفي في 2004.